# Corporación Dermoestética
Corporación Dermoestética, S.A. fue una empresa española que se basó en la idea de ofrecer de manera global todas las especialidades que integran el sector de la medicina estética. (Cotizó en la Bolsa de Madrid con el código DERM)
Su sede social estaba en la ciudad de Valencia y tenía una plantilla a nivel nacional de casi 500 empleados (2008).
Su último presidente fue José María Suescun.

## Historia
Corporación Dermoestética nació en 1979 en Valencia y progresivamente se expandió por todo el territorio nacional. La primera clínica fuera de la Comunidad Valenciana abrió en Barcelona, a la que siguieron las de Madrid, Bilbao y Zaragoza, hasta alcanzar una completa cobertura nacional, incrementándose el número de clínicas de forma constante y sucesiva año tras año, gracias a la favorable aceptación que tuvo su modelo de negocio en una sociedad cada vez más interesada por el cuidado de su imagen, acompañado en todo momento de agresivas campañas publicitarias.
En 2014 anuncia que no puede hacer frente a su pasivo y se acoge al concurso de acreedores.
El 29 de marzo de 2016 el Juzgado de Valencia declara la Liquidación y disolución de la compañía al no haber ninguna propuesta en el concurso de acreedores.

## Accionariado
Corporación Dermoestética, S.A. fue una sociedad anónima. El capital social de Corporación Dermoestética a 31 de diciembre de 2008 era de 3.834.977,40 euros, dividido en 38.350.000 acciones de valor nominal 0,10 €. La empresa cotizaba en el mercado continuo de las cuatro bolsas españolas.
Corporación Dermoestética saltó al parqué el 13 de junio de 2005.
El actual accionariado de Corporación Dermoestética, S.A. es el siguiente:
1)- José María Suescum controla el 52,040 %.
2)- Pictet Asset Management LTD el 3,025 %.
3)- Banco de Valencia el 5,016%.
4)- QMC Development Capital Fund PLC el 5,008%.
5)- Comunidad de bienes: GED IBERIAN FUND,GED IBERIAN1 FRANCE,GED IBERIAN2 FRANCE el 3,025%

El 35% restante está controlado por otros accionistas que no superan el 3% (capital flotante).
Actualmente la compañía se encuentra sin actividad mercantil debido a graves irregularidades en su gestión y a una presunta estafa masiva a pacientes y trabajadores.